# Docksta
Docksta is een plaats in de gemeente Kramfors in het landschap Ångermanland en de provincie Västernorrlands län in Zweden. De plaats heeft 414 inwoners (2005) en een oppervlakte van 80 hectare. De plaats ligt aan een baai van de Botnische Golf. De Europese weg 4 loopt door de plaats. De plaats ligt in het Hoge Kust gebied, dat op de werelderfgoedlijst van UNESCO staat. Vlak bij de plaats ligt de 295 meter hoge heuvel Skuleberget, waar onder andere mogelijkheden om te skiën zijn.